# منتخب اليونان تحت 23 سنة لكرة القدم
منتخب اليونان تحت 23 سنة لكرة القدم هو ممثل اليونان الرسمي في المنافسات الدولية في كرة القدم في فئة كرة قدم تحت 23 سنة للرجال
، يديريه الاتحاد الإغريقي لكرة القدم.